# Van Bibber Lake
Van Bibber Lake est une census-designated place située dans le comté de Putnam, dans l’État de l'Indiana, aux États-Unis. Lors du recensement de 2020, elle compte 460 habitants.